# Aleksandra Lipińska
Aleksandra Lipińska (* 1973 in Lubin) ist eine polnische Kunsthistorikerin.

## Leben
Lipińska studierte Kunstgeschichte (1992–1998) und niederländische Philologie (1997–2003) an der Universität Breslau und der Katholieke Universiteit Leuven. 1998 legte sie ihren Magister in Kunstgeschichte mit einer Arbeit über Mechelener Alabasterskulpturen in Polen im 16. und 17. Jh. ab, 2002 den Magister in Niederländischer Philologie mit einer Arbeit über den Breslauer Graphiksammler und Bibliophilen Jacob Rehdiger (1543–1589). Nach der Promotion 2003 mit einer Dissertation über die südniederländische Alabasterskulptur in Ostmitteleuropa war sie von 2012 bis 2016 Juniorprofessorin für die Kunstgeschichte Ostmitteleuropas mit dem Schwerpunkt Regionen des gemeinsamen Kulturerbes am Institut für Kunstwissenschaft und Historische Urbanistik der TU Berlin. Seit 2016 ist sie Professorin für Kunstgeschichte der Frühen Neuzeit am Institut für Kunstgeschichte der LMU München. 2021 erwarb sie die Habilitation an der Technischen Universität Berlin.